# Макарово (Тяжинський округ)
Мака́рово (рос. Макарово) — присілок у складі Тяжинського округу Кемеровської області, Росія.

## Населення
Населення — 63 особи (2010; 129 у 2002).
Національний склад (станом на 2002 рік):
- росіяни — 96 %